# Tagpolo
Tagpolo war eine Längen- und Flächeneinheit auf den Philippinen in der Provinz Leyte und auf der Inselgruppe Visayas.

## Längenmaß
- Leyte: 1 Tagpolo = 20 Brazas = 33,40 Meter

## Flächenmaß
- Visayas: 1 Tagpolo = 400 Quadrat-Brazas = 1115,56 Quadratmeter